# Escharina krampi
Escharina krampi är en mossdjursart som beskrevs av Ernst Marcus 1938. Escharina krampi ingår i släktet Escharina och familjen Escharinidae. Inga underarter finns listade i Catalogue of Life.